# ربابة

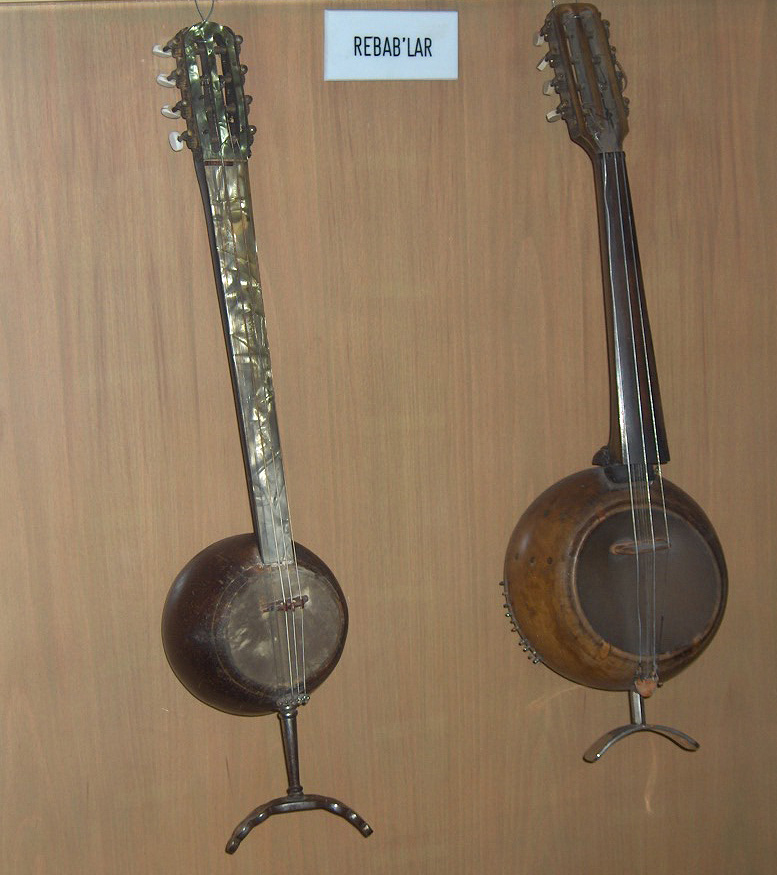
ربابة تركية.

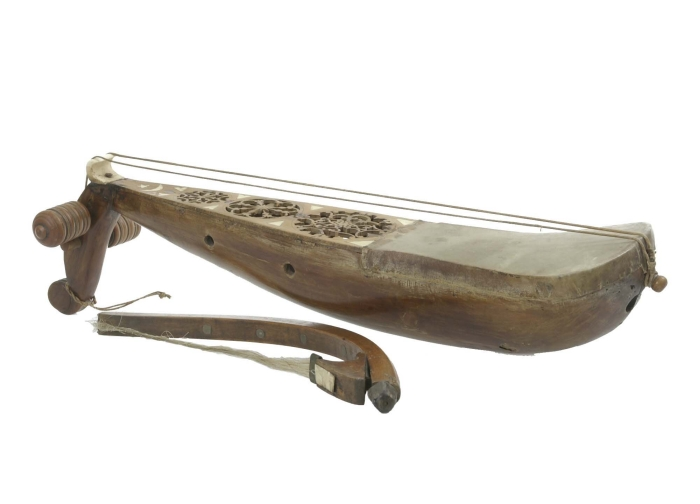
رباب مغربي.

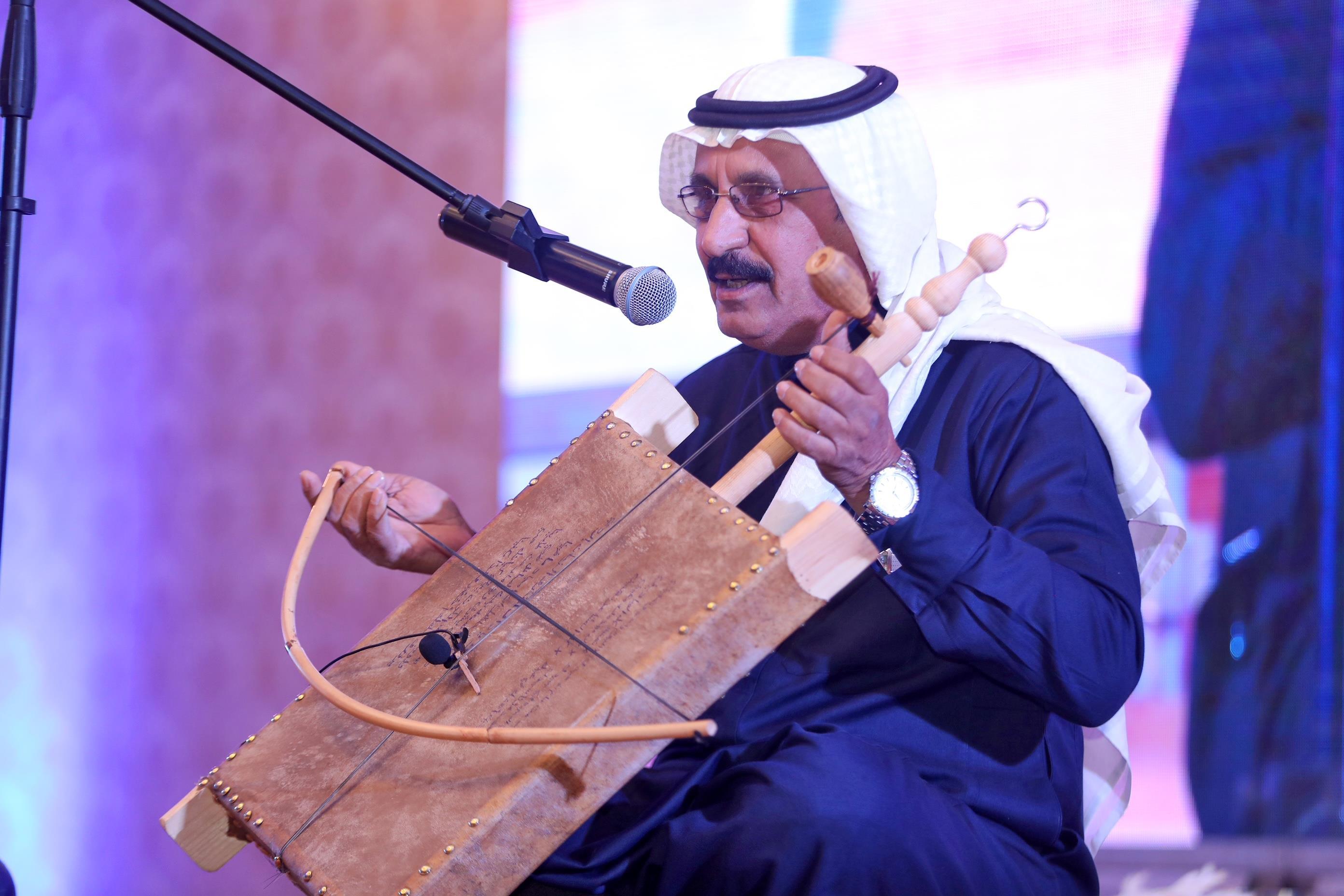
رجل سعودي يعزف على الربابة

الرُّباب أو الرُّبابَة بتشديد الراء وضمها هي آلة موسيقية سعودية عرفت من البادية السعودية الشمالية ثم بدأت الانتشار والتوسع للشام واستخدمها العرب و الترك و الفرس قديماً، و تعود أصولها ما قبل الميلاد، و هي ذات وتر واحد. وتصنع من الأدوات البسيطة المتوفرة لدى أبناء البادية كخشب الأشجار وجلد الماعز.
ورد ذكر آلة الربابة في العديد من المؤلفات القديمة لكبار العلماء أمثال الجاحظ في مجموعة الرسائل، وابن خلدون وورد شرح مفصل لها في كتاب (الموسيقي الكبير) للفارابي. وهناك صورة لآلة الربابة على قطعة حرير وجدت في إيران وتوجد الآن في متحف بوسطن للفنون. وعرف العرب سبعة أشكال من الربابة وهي: المربع – المدور – القارب – الكمثرى – النصف كرة – الطنبورة – الصندوق المكشوف.
وبعد الفتح الإسلامي للأندلس انتقلت الربابة إلى أوروبا وتغيرت تسميتها ففي فرنسا تسمى (رابلا) وفي إيطاليا (ريبك) وفي إسبانيا (رابيل أو أربيل).

## أجزاء الربابة

### الهيكل
عصا طويلة هي عنق الربابة التي يركب عليها الوتر الوحيد ومثبت أسفلها طارة الربابة وفي أعلاها مجرى يثبت بها الكراب الذي يعمل على شد الوتر من أسفل العصا لأعلاها ماراً بطارة الربابة.

### طارة الربابة
وظيفتها تكبير الذبذبات الناتجة عن الوتر المشدود عليها. وهي عبارة عن كتلة خشبية مفرغة يتم شد جلد ماعز أو غزال من جهة والجهة الأخرى تثقب. وأفضل الجلود التي تصنع منها جلد الذئب و في الاردن افضل الجلود المستخدمة في القدم كانت جلد الكنغر.

### السبيب
أي الوتر وهو مجموعة من شعر ذيل الحصان ويصنع منه وتر الربابة ووتر القوس ويجمع ويثبت بواسطة خيوط متينة.

### الكَراب
هو قطعة خشبية تثبت بأعلى العصا يتم بها شد وتر الربابة إلى الدرجة المطلوبة.

### القوس
يصنع في الغالب من عود الرمان أو الخيزران لمرونته ويشد عليه وتر آخر.
ويكون الوتر من شعر ذيل الخيل

### الغزال
قطعة خشب رفيعة توضع تحت الوتر من أسفل لترفعه عن الطارة حتى لا يلامسها عند العزف والضغط عليه.

### المخدة
قطعة قماش صغيرة توضع تحت الوتر من أعلى لترفع الوتر عن ساق الربابة ووظيفتها كوظيفة الغزال في الجهة المقابلة.

## المجموعات التي تصاحب الآلة
تلك الآلة تقتصر على مصاحبة الصوت البشري سواء الغناء أو الإنشاد أو السيرة الشعبية. وأحياناً تقوم بالعزف يصاحبها آلات أخرى مثل الرق أو السلامية أو الدربوكة أو آلات ربابة أخرى متباينة الحجم.